# Monster (албум)
Monster е двадесети студиен албум на американската рок група Kiss. Издаден е на 9 октомври 2012 г. от Universal Music Group.

## Обща информация
Джийн Симънс споменава за първи път намерението на Kiss да запише наследник на „Sonic Boom“ (2009) през 2010 г. На 10 март 2011 г. Симънс казва в радио интервю за „Heavy Metal Thunder“, че групата ще влезе в студиото след три седмици и че има около 20-25 песни, готови да запишат.
Първоначално албумът трябва да съдържа десет песни, но преди американските музикални награди през 2011 г. е разкрито, че „Monster“ ще съдържа петнадесет чисто нови песни, всички, написани от групата. Тогава, те са намалени до 13 песни.
На 21 август 2011 г. Kiss официално разкриват заглавието на албума и е потвърдено, че е записан в Лос Анджелис с продуцирането на Пол Стенли за издаване през 2012 г.
Групата качва видеоклип на 3 януари 2012 г. в YouTube, в който Стенли коментира, че албумът е на два до три дни до завършването му. Процесът на записване приключва три дни по-късно. На следващия ден Стенли казва: „Слушането на песните пак и пак е като смущаващо претоварване. Всеки, който е чул някоя от тях, е напълно издухан. Мощен, тежък, мелодичен и епичен. Всички ще бъдете“.
Първият сингъл от албума „Hell or Hallelujah“ е пуснат на 2 юли 2012 г. на международно ниво, и на 3 юли в Северна Америка заедно с „Monster Book“. Той получава радио ефир и се изкачва до средата на Rock Chart Mainstream Rock. Вторият сингъл „Long Way Down“ е пуснат по радиото на 23 октомври. Въпреки че не успява да влезе в Rockboard Mainstream Rock Chart, той достига Billboard Heritage Rock Charts до края на годината и също заема място в американската Music Rock Chart за няколко месеца.
След няколко забавяния, „Monster“ е издаден в САЩ на 9 октомври 2012 г.

## Състав
- Пол Стенли – вокали, ритъм китара
- Томи Тайър – соло китара, вокали
- Джийн Симънс – бас, вокали
- Ерик Сингър – барабани, вокали

### Допълнителен персонал
- Брайън Уилън – пиано

## Песни
| 1.    | Hell or Hallelujah              | 4:07 |
| 2.    | Wall of Sound                   | 2:55 |
| 3.    | Freak                           | 3:35 |
| 4.    | Back to the Stone Age           | 3:01 |
| 5.    | Shout Mercy                     | 4:04 |
| 6.    | Long Way Down                   | 3:51 |
| 7.    | Eat Your Heart Out              | 4:06 |
| 8.    | The Devil Is Me                 | 3:40 |
| 9.    | Outta This World                | 4:29 |
| 10.   | All for the Love of Rock & Roll | 3:21 |
| 11.   | Take Me Down Below              | 3:24 |
| 12.   | Last Chance                     | 3:05 |
| 43:39 |                                 |      |

| 13. | Right Here Right Now | 3:58 |

## Позиции в класациите
| Класация (2012)            | Най-добра позиция |
| -------------------------- | ----------------- |
| Австралия                  | 7                 |
| Австрия                    | 6                 |
| Белгия (Фландрия)          | 37                |
| Белгия (Валония)           | 36                |
| Канада                     | 3                 |
| Дания                      | 10                |
| Нидерландия                | 17                |
| Финландия                  | 8                 |
| Франция                    | 26                |
| Германия                   | 6                 |
| Унгария                    | 12                |
| Ирландия                   | 87                |
| Италия                     | 9                 |
| Япония                     | 9                 |
| Мексико                    | 26                |
| Норвегия                   | 2                 |
| Испания                    | 11                |
| Швеция                     | 4                 |
| Швейцария                  | 8                 |
| Великобритания             | 21                |
| Billboard 200              | 3                 |
| Billboard Hard Rock Charts | 1                 |
| Billboard Rock Charts      | 2                 |
| Digital Albums             | 17                |
| Tastemaker Albums          | 4                 |

| Сингъл               | Класация (2012)                             | Най-добра позиция |
| -------------------- | ------------------------------------------- | ----------------- |
| „Hell or Hallelujah“ | Рок (America's Music Charts)                | 6                 |
| „Hell or Hallelujah“ | Канада Active Rock (America's Music Charts) | 21                |
| „Hell or Hallelujah“ | Hot Mainstream Rock Tracks                  | 36                |
| „Long Way Down“      | Рок (America's Music Charts)                | 25                |